# Lijst van schaatsrecords kleine vierkamp mannen
Dit is een overzicht van de ontwikkeling van de schaatsrecords op de kleine vierkamp mannen.
De kleine vierkamp is een benaming voor een reeks van afstanden (500, 1500, 3000 en 5000 meter) binnen een aantal dagen, meestal een weekend. De tijden op deze afstanden worden omgerekend naar 500 meter en de som van deze tijden is het puntentotaal. De kleine vierkamp is een incourante vierkamp voor mannen, omdat deze niet wordt verreden tijdens kampioenschappen. Vaak wordt deze vierkamp in de voorbereiding of helemaal aan het eind van het seizoen verreden.

## Ontwikkeling wereldrecord kleine vierkamp
| Nr. | Naam              | Land                           | Tijd     | Datum               | Baan       |
| --- | ----------------- | ------------------------------ | -------- | ------------------- | ---------- |
| 1.  | Andreas Dietel    | Duitse Democratische Republiek | 163,244  | 16/17 januari 1981  | Davos      |
| 2.  | Rolf Falk-Larssen | Noorwegen                      | 162,734  | 16/17 januari 1982  | Davos      |
| 3.  | Rolf Falk-Larssen | Noorwegen                      | 161,758  | 22/23 januari 1983  | Davos      |
| 4.  | André Hoffmann    | Duitse Democratische Republiek | 161,158  | 12/13 januari 1985  | Davos      |
| 5.  | Gerard Kemkers    | Nederland                      | 160,454  | 16/17 maart 1990    | Inzell     |
| 6.  | Falko Zandstra    | Nederland                      | 159,753  | 16/17 februari 1991 | Heerenveen |
| 7.  | Falko Zandstra    | Nederland                      | 156,059  | 1/3 maart 1991      | Calgary    |
| 8.  | KC Boutiette      | Verenigde Staten               | 154,103* | 14/15 maart 1997    | Calgary    |
| 9.  | Carl Verheijen    | Nederland                      | 153,767* | 20/21 maart 1998    | Calgary    |
| 10. | Erben Wennemars   | Nederland                      | 153,583* | 15/16 augustus 1998 | Calgary    |
| 11. | Steven Elm        | Canada                         | 152,043* | 27/29 november 1998 | Calgary    |
| 12. | Christian Breuer  | Duitsland                      | 149,283* | 19/20 maart 1999    | Calgary    |
| 13. | Erben Wennemars   | Nederland                      | 149,188* | 14/15 augustus 1999 | Calgary    |
| 14. | Jochem Uytdehaage | Nederland                      | 147,665* | 15/17 maart 2001    | Calgary    |
| 15. | Erben Wennemars   | Nederland                      | 146,365* | 12/13 augustus 2005 | Calgary    |

* → gereden met de klapschaats

## Ontwikkeling Nederlands record kleine vierkamp
| Nr. | Naam                 | Tijd     | Datum                     | Baan                 |
| --- | -------------------- | -------- | ------------------------- | -------------------- |
| 1   | Ronnie Nooitgedagt   | 191,260  | 16/17 december 1967       | Heerenveen           |
| 2   | Kees Verkerk         | 174,577  | 06/07 januari 1968        | Deventer             |
| 3   | Jorrit Jorritsma     | 173,903  | 05/06 januari 1969        | Inzell               |
| 4   | Kees Verkerk         | 170,744  | 08/09 februari 1969       | Davos                |
| 5   | Jan Bols             | 170,277  | 18/19 januari 1970        | Inzell               |
| 6   | Jan Bols             | 168,070  | 27/28 januari 1970        | Cortina d'Ampezzo    |
| 7   | Ard Schenk           | 166,487  | 15/16 januari 1971        | Davos                |
| 8   | Piet Kleine          | 165,816  | 05/06 maart 1976          | Inzell               |
| 9   | Hans van Helden      | 165,732  | 10/11 januari 1978        | Madonna di Campiglio |
| 10  | Hilbert van der Duim | 165,393  | 28 februari/01 maart 1981 | Inzell               |
| 11  | Yep Kramer           | 163,014  | 22/23 januari 1983        | Davos                |
| 12  | Hilbert van der Duim | 162,785  | 10/11 december 1983       | Inzell               |
| 13  | Jac Orie             | 162,433  | 21/22 november 1987       | Heerenveen           |
| 14  | Gerard Kemkers       | 160,454  | 16/17 maart 1990          | Inzell               |
| 15  | Falko Zandstra       | 159,753  | 16/17 februari 1991       | Heerenveen           |
| 16  | Falko Zandstra       | 156,059  | 01/03 maart 1991          | Calgary              |
| 17  | Carl Verheijen       | 153,767* | 20/21 maart 1998          | Calgary              |
| 18  | Erben Wennemars      | 153,583* | 15/16 augustus 1998       | Calgary              |
| 19  | Jochem Uytdehaage    | 150,760* | 19/20 maart 1999          | Calgary              |
| 20  | Erben Wennemars      | 149,188* | 14/15 augustus 1999       | Calgary              |
| 21  | Jochem Uytdehaage    | 147,665* | 15/17 maart 2001          | Calgary              |
| 22  | Erben Wennemars      | 146,365* | 12/13 augustus 2005       | Calgary              |

* → gereden met de klapschaats